# سيريل بيرت
السير سيريل لودويك بيرت، الحائز على زمالة الأكاديمية البريطانية (3 مارس 1883 - 10 أكتوبر 1971)، كان عالمًا نفسيًا تربويًا وعالم وراثة إنجليزي، وقدم أيضًا مساهمات في الإحصاء. يُعرف بدراساته حول وراثة نسبة الذكاء. بعد وقت قصير من وفاته، فُقدت مصداقية دراساته حول وراثة الذكاء بعد ظهور أدلة تشير إلى أنه زور بياناته البحثية، واختلق ارتباطات بين توأمين منفصلين لم تكن موجودة بالفعل، بالإضافة إلى افتراءات أخرى.

## طفولته وتعليمه
ولد بيرت في 3 مارس عام 1883، وهو الطفل الأول للطبيب الممارس سيريل سيسيل بارو بيرت (مواليد 1857) وزوجته مارثا ديسينا إيفانز. وُلِد في لندن (تشير بعض المصادر إلى أن مكان ميلاده هو ستراتفورد أبون آفون، ربما بسبب ذكره في كتاب هوز هو على أن عنوان والده كان سنيترفيلد، ستراتفورد؛ إنما في الواقع، انتقلت عائلة بيرت إلى سنيترفيلد عندما كان في العاشرة)
احتفظ والد بيرت في البداية بمتجر للمواد الطبية لإعالة أسرته أثناء دراسته للطب. بعد تخصصه، أصبح مساعد جراح منزلي ومساعد توليد في مستشفى وستمنستر في لندن. بدأ سيريل بيرت الابن تعليمه في لندن في مدرسة داخلية بالقرب من سانت جيمز بارك.
في عام 1890، انتقلت العائلة لفترة وجيزة إلى جيرزي ثم إلى سنيترفيلد في وركشير، في عام 1893، حيث افتتح والد بيرت عيادة ريفية. في وقت مبكر من حياة بيرت، أظهر نضجًا سابق لأوانه، لدرجة أن والده غالبًا ما اصطحبه معه في جولاته الطبية.
كان داروين غالتون، شقيق فرانسيس غالتون، من أشهر مرضى بيرت الأب. سمحت الزيارات التي قامت بها عائلة بيرت إلى منزل عائلة غالتون لبيرت الشاب بالتعرف على أعمال فرانسيس غالتون وحتى مقابلته في عدة مناسبات والانجذاب إلى أفكاره بشدة؛ خاصةً دراساته في الإحصاء والفروق الفردية، وهما عنصران مميزان في مدرسة لندن لعلم النفس التي ضمت عضويتها كلًا من غالتون وبيرت.
التحق بمدرسة كينغ (المعروفة الآن باسم وَرِك)، في بلدة المقاطعة، من عام 1892 حتى عام 1895، وحصل لاحقًا على منحة دراسية إلى مستشفى المسيح، الذي كان يقع في لندن، حيث نما اهتمامه بعلم النفس.
في عام 1902، التحق بكلية كلية يسوع (أكسفورد)، حيث درس الكلاسيكيات واهتم بالفلسفة وعلم النفس، ودرس الأخير على يد وليام ماكدوغال. بعد معرفة ماكدوغال باهتمام بيرت بعمل غالتون، علّمه عناصر القياس النفسي، مساعدًا إياه في خطواته الأولى نحو تطوير وبناء الاختبارات النفسية، وهو اهتمام استمر بقية حياته. كان بيرت واحدًا من مجموعة من الطلاب الذين عملوا مع ماكدوغال، ومن بينهم ويليام براون وجون فلوجل وماي سميث، الذين حصل جميعهم لاحقًا على مهن متميزة في علم النفس.
تخرج بيرت بمرتبة الشرف من الدرجة الثانية في الكلاسيكيات عام 1906، إذ قدم ورقة بحثية خاصة في علم النفس في امتحاناته النهائية. بعد ذلك، حصل على درجة البكالوريوس مع شهادة تدريس.
في عام 1907، دعا ماكدوغال بيرت للمساعدة في مسح وطني للسمات الجسدية والنفسية للشعب البريطاني، باقتراح من فرانسيس غالتون، إذ كان عليه العمل على توحيد الاختبارات النفسية. وضع هذا العمل بيرت على احتكاك بعالمي تحسين النسل، تشارلز سبيرمان وكارل بيرسون.
في صيف عام 1908، زار بيرت جامعة فورتسبورغ في ألمانيا، حيث التقى لأول مرة بالطبيب النفسي أوزوالد كولبي.

## عمله في علم النفس التربوي
في عام 1908، تولى بيرت منصب محاضر في علم النفس ومحاضر مساعد في الفسيولوجيا في جامعة ليفربول، حيث كان يعمل تحت إشراف عالم الفسيولوجيا الشهير، السير تشارلز شرينغتون. في عام 1909، استخدم بيرت نموذج تشارلز سبيرمان للذكاء العام لتحليل بياناته حول أداء تلاميذ المدارس في مجموعة من الاختبارات. كان هدف هذا المشروع البحثي الأول تعريف عمل بيرت في اختبارات الذكاء الكمية وعلم تحسين النسل ووراثة الذكاء. ذكرت ورقته البحثية عام 1909 أن أطفال الطبقة العليا في المدارس الإعدادية الخاصة حققوا أداءً أفضل في الاختبارات مقارنةً بأطفال المدارس الابتدائية العادية، وأن الاختلاف كان فطريًا.
في عام 1913، تولى بيرت منصب طبيب نفسي مدرسي بدوام جزئي في مجلس مقاطعة لندن، مع مسؤولية اختيار الأطفال «ضعاف التفكير»، وفقًا لقانون العجز العقلي لعام 1913. أثبت بشكل خاص أن الفتيات متساويات مع الصبيان في الذكاء العام. سمح له هذا المنصب أيضًا بالعمل في مختبر سبيرمان، والعمل مع باحثين مساعدين من المعهد الوطني لعلم النفس التجريبي، بما في ذلك وينيفريد رافائيل.
ساهم بيرت كثيرًا في مجال إرشاد الطفل في بريطانيا العظمى وأدى كتابه، ذا يونغ ديلينكوينت عام 1925، إلى افتتاح عيادة لندن لإرشاد الطفل في إيزلينغتون عام 1927. في عام 1924، تعين بيرت أيضًا أستاذًا غير متفرغ لعلم النفس التربوي في كلية لندن للتدريب، حيث قدم أعماله المكثفة في مجال إرشاد الطفل.

## مهنته لاحقًا
في عام 1931، استقال بيرت من منصبه في مجلس مقاطعة لندن وكلية لندن للتدريب بعد تعيينه أستاذًا ورئيسًا لعلم النفس في كلية لندن الجامعية، إذ تولى المنصب بعد تشارلز سبيرمان، منهيًا بذلك حياته المهنية كمرشد نفسي في المدرسة، والتي استمرت 20 عامًا تقريبًا. يذكر أحد طلابه، روبن كونراد، أنه أتى في إحدى المرات إلى الجامعة برفقة شمبانزي استعاره من حديقة حيوانات لندن، رغم أن كونراد لم يستطع تذكر المغزى التي كان بيرت يحاول إيضاحه. في أثناء وجوده في لندن، ألهم بيرت العديد من الطلاب، بما في ذلك رايموند كاتل وهانز آيزنك، وقرب نهاية حياته، آرثر جنسن وكريس براند. كان بيرت مستشارًا في اللجان التي طورت اختبارات +11. نوقشت هذه القضية بالإضافة إلى مزاعم الاحتيال في المنح الدراسية ضده في العديد من الكتب والمقالات، بما في ذلك سيريل بيرت: فرود أور فريمد (سيريل بيرت: احتيال أم تهمة مدبرة) وذا ميسميجر أوف أ مان (سوء قياس رجل).

## اتهامات بالاحتيال
نشر بيرت العديد من المقالات والكتب حول مجموعة من المواضيع التي تتراوح بين القياس النفسي باستخدام فلسفة العلوم إلى ما وراء علم النفس. كان بحثه في علم الوراثة السلوكية، وعلى الأخص وراثة نسبة الذكاء (التي تقاس باختبارات الذكاء) باستخدام دراسات مجراة على التوائم، هو الذي أثار النسبة الأكبر من الجدل، الأمر الذي أشير إليه باسم «قضية بيرت».
بعد وقت قصير من وفاة بيرت، عُرف أن جميع أوراقه وسجلاته قد احترقت، واتُهم بتزوير بياناته البحثية. منذ أواخر سبعينيات القرن العشرين، كان من المعروف عمومًا أنه «زور بعض البيانات، رغم أن بعض أعماله السابقة ظلت غير متأثرة بهذا الأمر». يُعزى ذلك غالبًا إلى البحث الذي أجراه كل من أوليفر غيلي (1976) وليون كامين (1974).
أشارت موسوعة بريتانيكا لعام 2007 إلى أنه من المسلم به على نطاق واسع أن عمله الأخير كان معيبًا ويتفق العديد من الأكاديميين على أن البيانات مزورة، رغم الاعتراف بمصداقية أعماله السابقة بشكل عام.